# Вентшукумишитеу
В эскимосской мифологии Вентшукумишитеу (или Уентшукумишитеу) — водный дух, отчаянно защищающий молодняк различных животных от охотника-человека. Питает особые симпатии к выдрам. Способен передвигаться под водой и по воде и пробивать самый толстый лед. Также может двигаться под землёй и через скалы.
Одно из его обиталищ предположительно находится под Манитутшу, Духа-Горы, холма у водопадов Мускрат на р. Черчилль, Лабрадор.